# بخش پکستون (شهرستان راس، اوهایو)
بخش Paxton (به انگلیسی: Paxton Township) یک منطقهٔ مسکونی در ایالات متحده آمریکا است که در شهرستان روس، اوهایو واقع شده‌است.
 بخش Paxton ۸۲٫۴ کیلومتر مربع مساحت و ۲٬۱۶۵ نفر جمعیت دارد و ۲۴۷ متر بالاتر از سطح دریا واقع شده‌است.